# Laugharne Township
Laugharne Township är en community i Storbritannien.   Den ligger i kommunen Carmarthenshire och riksdelen Wales, i den södra delen av landet, 300 km väster om huvudstaden London.
Den största orten är Laugharne med slottet Laugharne Castle.